# (9787) 1995 BA3
(9787) 1995 BA3 là một tiểu hành tinh vành đai chính. Nó được phát hiện bởi Seiji Ueda và Hiroshi Kaneda ở Kushiro, Hokkaidō, Nhật Bản, ngày 27 tháng 1 năm 1995.